# Alain Moatti
Alain Moatti, né le 4 août 1957 à Miliana (Algérie), est un architecte et scénographe français, président de l'agence Moatti Rivière. Son travail se situe dans le croisement entre architecture, architecture d’intérieur, muséographie et design, avec « une capacité reconnue à offrir un visage très contemporain à des lieux chargés d’histoire tout en respectant leur identité ». 
Il a en particulier mené les rénovations de l'Hôtel de la Marine à Paris, le réaménagement du premier étage de la Tour Eiffel ou la réhabilitation du siège du groupe Jean-Paul Gaultier.

## Biographie
Il naît et grandit à Miliana, en Algérie. Sa famille s’installe ensuite à Paris en 1961.
En 1985, il obtient le diplôme d'architecte DPLG à l’École de Paris-Villemin, et en 1986 le CEAA de scénographie.
Il s’installe initialement dans le Midi de la France à Théoule-sur-Mer, où il rencontre l’architecte hongrois Antti Lovag, représentant de l’architecture organique, avec qui il collabore pour le palais Bulles de Pierre Cardin.
Dans les années 1990, Alain Moatti se tourne vers la scénographie de théâtre. Il collabore également avec des agences parisiennes telles Architecture-Studio et Babel architecture, travaillant en particulier sur des projets de scénographie (centres de congrès, théâtres). De 1994 à 2001, il fonde et gère une agence d’architecture et scénographie à son nom, il réalise notamment la Fondation Dapper, musée des arts premiers à Paris.
En 2001, il fonde avec Henri Rivière (1965-2010), architecte d’intérieur et designer, l’agence Moatti - Rivière. Ils remportent le concours pour métamorphoser un hôtel particulier parisien en maison de haute couture pour Jean Paul Gaultier. Ce projet marque le début d’une décennie qui verra le duo réaliser de nombreux équipements culturels (musée Champollion - Les écritures du monde à Figeac, Grande Halle d’Arles, Cité internationale de la dentelle et de la mode de Calais, historial Charles de Gaulle à Paris) ainsi que des programmes commerciaux haut de gamme (siège Jean Paul Gaultier à Paris, boutiques Yves Saint Laurent dans le monde, 65Croisette à Cannes, boutique Akris à New York).
En 2010 l'agence remporte le concours international pour le réaménagement du premier étage de la tour Eiffel,.
À la suite du décès d’Henri Rivière en novembre 2010, Alain Moatti a décidé de continuer son activité seul en gardant le nom d’origine de l’agence. L'agence Moatti Rivière est composée de 5 architectes associés.
Il prolonge et termine seul les projets entamés (tour Eiffel, Centre Bourse à Marseille, hôtel Le Club à Courchevel, STAY et Sweet Tea à Beyrouth, etc.) et il en commence des nouveaux (Centre international du graphisme à Chaumont, Pôle culturel Saint Vaast d’Arras, centre commercial Lyon Bron, hôtel 4* à Lens, etc).

## Récompenses
En 2012, Alain Moatti est reçu à l'Académie d'architecture.
Il a été nommé en 2004 pour le Prix de l'Équerre d'argent et a reçu en 2008 un Prix des Plus beaux ouvrages.
Il est membre du jury du Grand prix des Architectes français à l’export.

## Réalisations

### Principaux projets en cours
- 2016 : Le Club Hôtel, Courchevel
- 2016 : Hôtel 4 étoiles, Lens
- 2016 : Pôle culturel de Saint-Vaast, Arras
- 2018 : Centre Commercial : L’Espace du Palais à Rouen
- 2019 : Ministère de la Culture, Royaume de Bahreïn
- 2019 : Les Franciscaines, Deauville
- 2020 : Galeries Lafayette, Lyon Bron
- 2020 : Espace commercial, Hôtel JW Marriott Cannes
- 2020 : Palais Stéphanie Beach, Cannes
- 2020 : Hôtel de la Marine, Paris
- 2021 : Isla Blanca, Ibiza

### Principales réalisations
- 1999 : IGAS / Inspection générale des affaires sociales, Paris
- 2000 : Mairie annexe, Cergy
- 2002 : Fondation Dapper / Musée d’Art Africain, Paris
- 2004 : Siège social du groupe Jean Paul Gaultier, Paris[19]
- 2007 : Musée Champollion – Les écritures du monde, Figeac[20]
- 2008 : La Grande Halle, Arles[21]
- 2008 : Historial Charles-de-Gaulle, Paris
- 2008 : Boutiques Yves Saint Laurent, Paris
- 2008 : 65 Croisette, Cannes
- 2008 : « Entropie, l’âge de cristal », siège Baccarat/Designer's Days, Paris
- 2008 : « Russian Design Show », Moscou, Russie
- 2008 : « Pierre Paulin, le design au pouvoir », Mobilier national, Paris
- 2009 : Centre de formation technique Veolia, Changzhou, Chine
- 2009 : Akris punto shop in the shop, New York, États-Unis
- 2009 : Cité Internationale de la Dentelle et de la Mode de Calais
- 2009 : Livre Interactif, Shaikh Ebrahim Bin Mohammed Center for Culture and Research, Bahreïn
- 2011 : Restaurant S.T.A.Y. et Sweet Tea, Beyrouth, Liban [22]
- 2012 : Banque de France, Paris
- 2013 : Musée des Arts décoratifs, de la Faïence et de la Mode, Château Borély, Marseille
- 2013 : « Le sixième rêve » galerie The Glass House/Designer’s Days, Paris
- 2014 : Centre International du Graphisme, Chaumont
- 2014 : Centre Bourse, Marseille
- 2014 : Résidence étudiante : 176 chambres, Bagnolet
- 2014 : Réaménagement du 1er étage de la Tour Eiffel, Paris[23]
- 2014 : Stand Technal, au salon Batimat 2014
- 2015 : 180 logements et commerces, Montreuil
- 2015 : Musée de la gendarmerie, Melun
- 2016 : 90 logements et bureaux, Charenton-le-Pont
- 2017 : Mediacampus, Nantes